# Cumali Bişi
Cumali Bişi, född den 15 juni 1993, är en professionell turkisk fotbollsspelare som för närvarande spelar som defensiv mittfältare för den turkiska klubben Çaykur Rizespor.
Bişi började sin karriär i Beşiktaş ungdomslag 2007. Han gjorde sin proffsdebut på den sista matchdagen av turkiska Süper Lig 2009/2010, när han ersatte Michael Fink i den 73:e minuten i en match mot Bursaspor.